# 소티리오스 베르시스
소티리오스 베르시스(그리스어: Σωτήρης Βερσής, 1879 - 1918)는 그리스의 육상 선수이면서 역도 선수였다. 그는 아테네에서 열린 1896년 하계 올림픽에 참가했다.
베르시스는 원반던지기에 출전했다. 그는 미국의 로버트 개릿과 그리스의 파나요티스 파라스케보풀로스에 이어 3위를 차지했다. 베르시스의 최고 기록은 27.78m였다.
역도에서 베르시스는 양손 경기인 용상 경기에서 90.0kg을 들어서 3위를 차지했다. 한손 경기인 인상 경기에서는 40.0kg을 들어서 4위를 차지했다.